# Tour du Poitou-Charentes 2000
Il Tour du Poitou-Charentes 2000, quattordicesima edizione della corsa, si svolse dal 23 al 26 agosto 2000 su un percorso di 679 km ripartiti in 4 tappe (la quarta suddivisa in due semitappe), con partenza da Cognac e arrivo a Chasseneuil-du-Poitou. Fu vinto dallo statunitense Floyd Landis della Mercury davanti all'austriaco Peter Wrolich e all'australiano Marcel Gono.

## Tappe
| Tappa  | Data      | Percorso                                            | km   | Vincitore di tappa | Leader cl. generale |
| ------ | --------- | --------------------------------------------------- | ---- | ------------------ | ------------------- |
| 1ª     | 23 agosto | Cognac > Saint-Georges-de-Didonne                   | 184  | Damien Nazon       | Damien Nazon        |
| 2ª     | 24 agosto | Saint-Georges-de-Didonne > Niort                    | 191  | Roger Beuchat      | Roger Beuchat       |
| 3ª     | 25 agosto | Niort > La Roche-Posay                              | 182  | Harald Morscher    | Peter Wrolich       |
| 4ª-1ª  | 26 agosto | La Roche-Posay > La Roche-Posay (cron. individuale) | 22,1 | Gilles Maignan     | Floyd Landis        |
| 4ª-2ª  | 26 agosto | La Roche-Posay > Chasseneuil-du-Poitou              | 100  | Stéphane Augé      | Floyd Landis        |
| Totale | Totale    | Totale                                              | 679  |                    |                     |

## Dettagli delle tappe

### 1ª tappa
- 23 agosto: Cognac > Saint-Georges-de-Didonne – 184 km

| Pos. | Corridore        | Squadra      | Tempo    |
| ---- | ---------------- | ------------ | -------- |
| 1    | Damien Nazon     | Bonjour      | 4h40'34" |
| 2    | Harald Morscher  | Nurnberger   | s.t.     |
| 3    | René Haselbacher | Gerolsteiner | s.t.     |

| Pos. | Corridore    | Squadra | Tempo    |
| ---- | ------------ | ------- | -------- |
| 1    | Damien Nazon | Bonjour | 4h40'24" |

### 2ª tappa
- 24 agosto: Saint-Georges-de-Didonne > Niort – 191 km

| Pos. | Corridore        | Squadra      | Tempo    |
| ---- | ---------------- | ------------ | -------- |
| 1    | Roger Beuchat    | Post Swiss   | 4h28'37" |
| 2    | Peter Wrolich    | Gerolsteiner | s.t.     |
| 3    | Sylvain Chavanel | Bonjour      | s.t.     |

| Pos. | Corridore     | Squadra    | Tempo    |
| ---- | ------------- | ---------- | -------- |
| 1    | Roger Beuchat | Post Swiss | 9h09'01" |

### 3ª tappa
- 25 agosto: Niort > La Roche-Posay – 182 km

| Pos. | Corridore           | Squadra       | Tempo    |
| ---- | ------------------- | ------------- | -------- |
| 1    | Harald Morscher     | Nurnberger    | 4h05'47" |
| 2    | Jean-Michel Tessier | FDJ           | a 1"     |
| 3    | Samuel Plouhinec    | Jean Delatour | a 4"     |

| Pos. | Corridore     | Squadra      | Tempo     |
| ---- | ------------- | ------------ | --------- |
| 1    | Peter Wrolich | Gerolsteiner | 13h15'43" |

### 4ª tappa - 1ª semitappa
- 26 agosto: La Roche-Posay > La Roche-Posay (cron. individuale) – 22,1 km

| Pos. | Corridore        | Squadra         | Tempo  |
| ---- | ---------------- | --------------- | ------ |
| 1    | Gilles Maignan   | AG2R            | 26'40" |
| 2    | Magnus Backstedt | Crédit Agricole | a 2"   |
| 3    | David Millar     | Cofidis         | a 6"   |

| Pos. | Corridore    | Squadra | Tempo     |
| ---- | ------------ | ------- | --------- |
| 1    | Floyd Landis | Mercury | 13h43'17" |

### 4ª tappa - 2ª semitappa
- 26 agosto: La Roche-Posay > Chasseneuil-du-Poitou – 100 km

| Pos. | Corridore         | Squadra           | Tempo    |
| ---- | ----------------- | ----------------- | -------- |
| 1    | Stéphane Augé     | Festina           | 2h17'44" |
| 2    | Nicolas Dumont    | Besson Chaussures | a 2"     |
| 3    | Christophe Moreau | Festina           | a 3"     |

| Pos. | Corridore     | Squadra         | Tempo     |
| ---- | ------------- | --------------- | --------- |
| 1    | Floyd Landis  | Mercury         | 16h11'51" |
| 2    | Peter Wrolich | Gerolsteiner    | a 2'26"   |
| 3    | Marcel Gono   | Crédit Agricole | a 3'33"   |

## Classifiche finali

### Classifica generale
| Pos. | Corridore           | Squadra                             | Tempo     |
| ---- | ------------------- | ----------------------------------- | --------- |
| 1    | Floyd Landis        | Mercury                             | 16h11'51" |
| 2    | Peter Wrolich       | Gerolsteiner                        | a 2'26"   |
| 3    | Marcel Gono         | Crédit Agricole                     | a 3'33"   |
| 4    | Harald Morscher     | Team Nurnberger                     | a 4'08"   |
| 5    | François Simon      | Bonjour-Toupargel                   | a 4'30"   |
| 6    | Scott McGrory       | Gerolsteiner                        | a 6'06"   |
| 7    | Marc Streel         | Collstrop-De Federale Verzekeringen | a 7'37"   |
| 8    | Jean-Michel Tessier | FDJ                                 | a 22'37"  |
| 9    | Sylvain Chavanel    | Bonjour-Toupargel                   | a 23'16"  |
| 10   | Sandy Casar         | FDJ                                 | a 27'03"  |